# Cicindela tenuicincta
Cicindela tenuicincta är en skalbaggsart som beskrevs av Schaupp 1884. Cicindela tenuicincta ingår i släktet Cicindela och familjen jordlöpare. Inga underarter finns listade i Catalogue of Life.